# 卡特卡尔
卡特卡尔（Katkar），是印度马哈拉施特拉邦Thane县的一个城镇。总人口6108（2001年）。

## 人口
该地2001年总人口6108人，其中男性3421人，女性2687人；0—6岁人口1431人，其中男464人，女967人；识字率70.09%，其中男性为77.64%，女性为60.48%。